# Всадники (памятник)
 Всадники — монумент, посвященный одному из советских военачальников времён Гражданской войны, комкору Борису Мокеевичу Думенко. Воздвигнут в Весёловском районе Ростовской области у хутора Казачий.  В 1994 году получил статус объекта культурного наследия России регионального значения.

## Создание памятника
Памятник был возведен в 1988 году у хутора Казачий (Краснооктябрьское сельское поселение) ориентировочно в 700 метрах на северо-восток от 55 километра автомобильной дороги Усьман - Сальск. Деньги на памятник собирали всем районом. Инициатором сбора средств и создания памятника стал писатель Геннадий Семёнович Колесов, который в то время был председателем колхоза «Красный Октябрь».
Памятный знак выполнен ростовским скульптором Анатолием Дементьевым в содружестве с архитектором Иваном Жуковым. Первоначально образ комкора мыслился автору в виде фигуры, вырубленной в высоком каменном монолите. Дементьев внимательно изучал местность, где предполагалось поставить памятный знак, и, уже осуществлённый в эскизе, он сразу вызвал сомнение автора. В голой, неоглядного пространства донской степи знак-монолит на протяжении длительного времени дня освещался бы солнцем «со спины» и зрительно воспринимался бы на расстоянии обычным столбом или просто глыбой камня.
Скульптор понял, что нужен динамичный силуэт, организующее начало пространственной среды. Так родился новый образ. Он напоминал силуэт птицы, которая, взлетая с кургана, в сильном порыве распростёрла в пространстве крылья. Этот силуэт формировали вихрем летящие, неудержимые всадники. Скачущий впереди с шашкой в руке и был комкор Думенко. А за трепещущими крыльями символической птицы-конницы дальше в степи блестела, мерцала река Маныч.

## Примечание
1. ↑  Памятник Б.М. Думенко, Ростовская область, Веселовский район, Краснооктябрьское сельское поселение. kartarf.ru. Дата обращения: 26 декабря 2019. Архивировано 26 декабря 2019 года.
2. ↑  Весёловская Межпоселенческая центральная библиотека | Борис Мокеевич Думенко. bib-vesl.rnd.muzkult.ru. Дата обращения: 26 декабря 2019. Архивировано 26 декабря 2019 года.
3. ↑  Памятник стал поистине народным | Весёловские вести. Дата обращения: 26 декабря 2019. Архивировано 14 декабря 2019 года.